# Gorges du Durnand

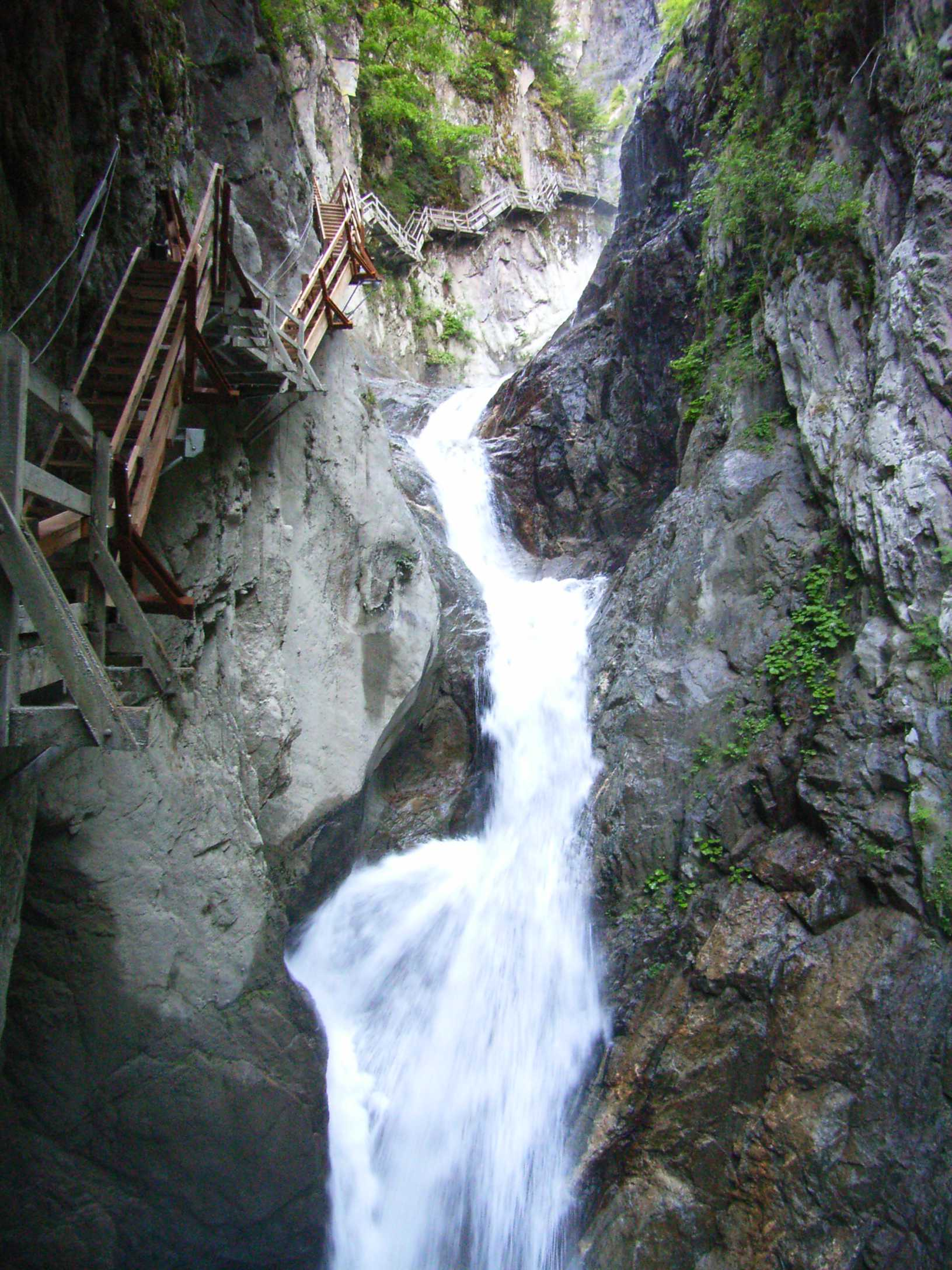
Steilaufstieg in der Gorges du Durnand

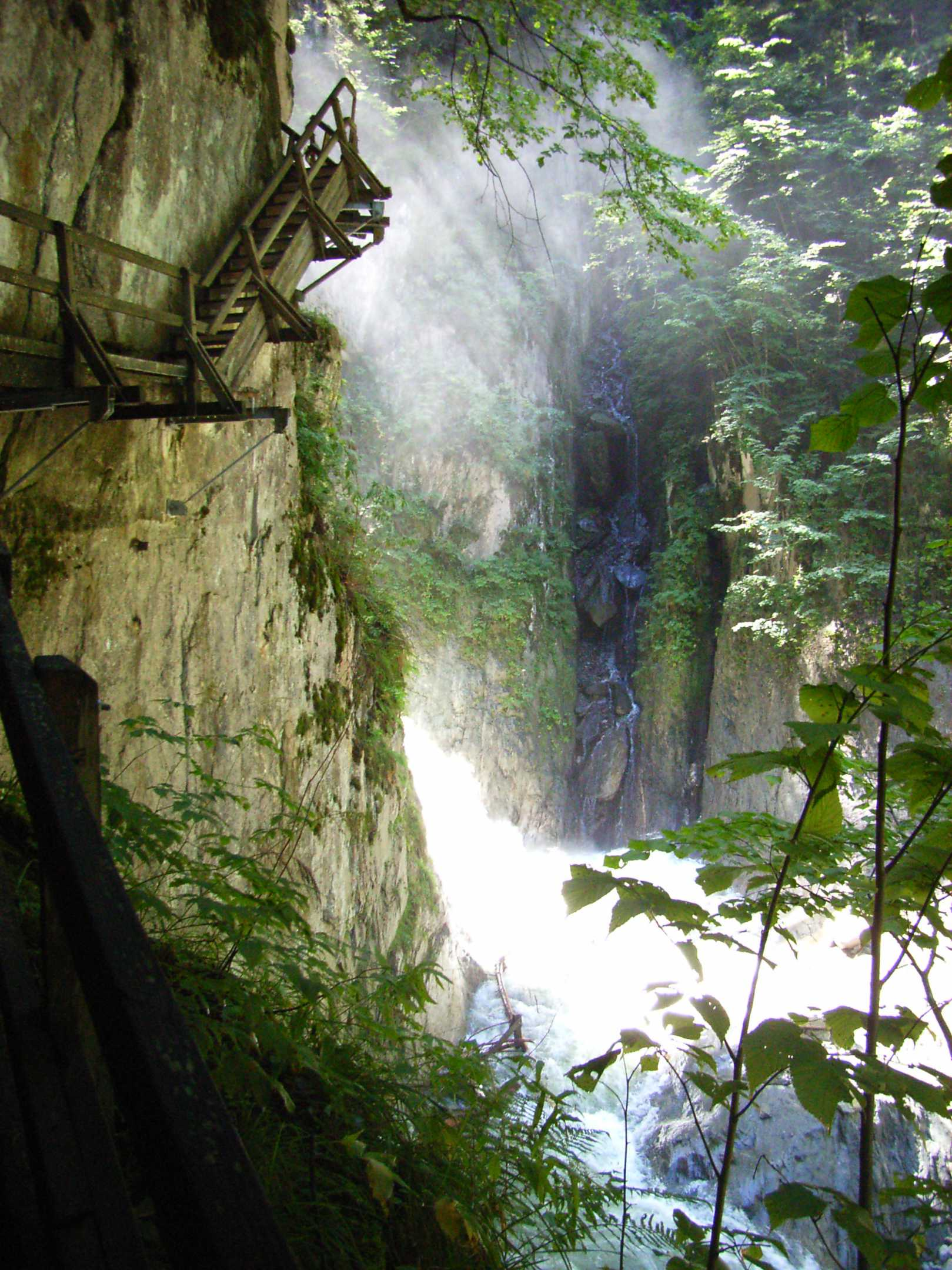
Wandersteg in der Gorges du Durnand

Die Gorges du Durnand (deutsch: Durnandschlucht) ist eine Felsenschlucht und eine begehbar ausgebaute Touristenattraktion im Schweizer Kanton Wallis/Valais. Durch die Schlucht fliesst die Durnand.

## Lage
Dieses seit 1877 touristisch erschlossene Naturwunder befindet sich nahe der Landstrasse zwischen den Orten Les Valettes und Champex-Lac an einer Kurve der zahlreichen Serpentinen. Jene Strasse zweigt in dem Dorf Les Valettes von der Hauptstrasse 21 (E 27) ab.

## Besucherweg, Situation
Der spektakuläre Besuch beginnt an einem Gasthof und führt über einen etwa 400 Meter langen Treppenaufstieg, aufgehängt an einer Steilwand der Felsenschlucht, unter dem der Bach tobend zum Tal der Dranse fällt. Dabei wird ein Höhenunterschied von 100 Metern überwunden. In dem für Besucher erschlossenen Bereich sind 14 Kaskaden zu beobachten. In der Mitte des Aufstiegs ist eine Brücke angelegt, die an der gegenüber liegenden Felswand endet. Sie ermöglicht einen Blick aus anderer Perspektive.
Die Felsenschlucht ist insgesamt etwa 1000 m lang und der sie durchfliessende Bach verzweigt sich oberhalb in die Wasserläufe Durnand de la Jure und Durnand d’Arpette. Die Wassereinzugsgebiete sind die nordöstlichen Abhänge des Mont-Blanc-Massivs.
Im späten Frühjahr (geöffnet in der Regel ab Mai bis Oktober) ist wegen der Wassermenge der Eindruck besonders interessant. Versprühtes Wasser erzeugt im Sonnenlicht einen Regenbogen und der Lärmpegel vom tosenden Wasser kann erheblich ansteigen. Festes und wasserdichtes Schuhwerk ist bei der Begehung unbedingt empfehlenswert. Der Besuch ist kostenpflichtig.

## Geologie
Die Schlucht befindet sich in der Kontaktzone des Gneises zum Granit im Mont-Blanc-Massiv. Bei der Begehung sind im Bachbett vom Wasser rund geschliffene Gneisoberflächen durch ihre Schieferungsstruktur gut erkennbar. Das mitgeführte Geröll hat die Schlucht tief eingeschnitten und interessante Schliffbilder erzeugt.

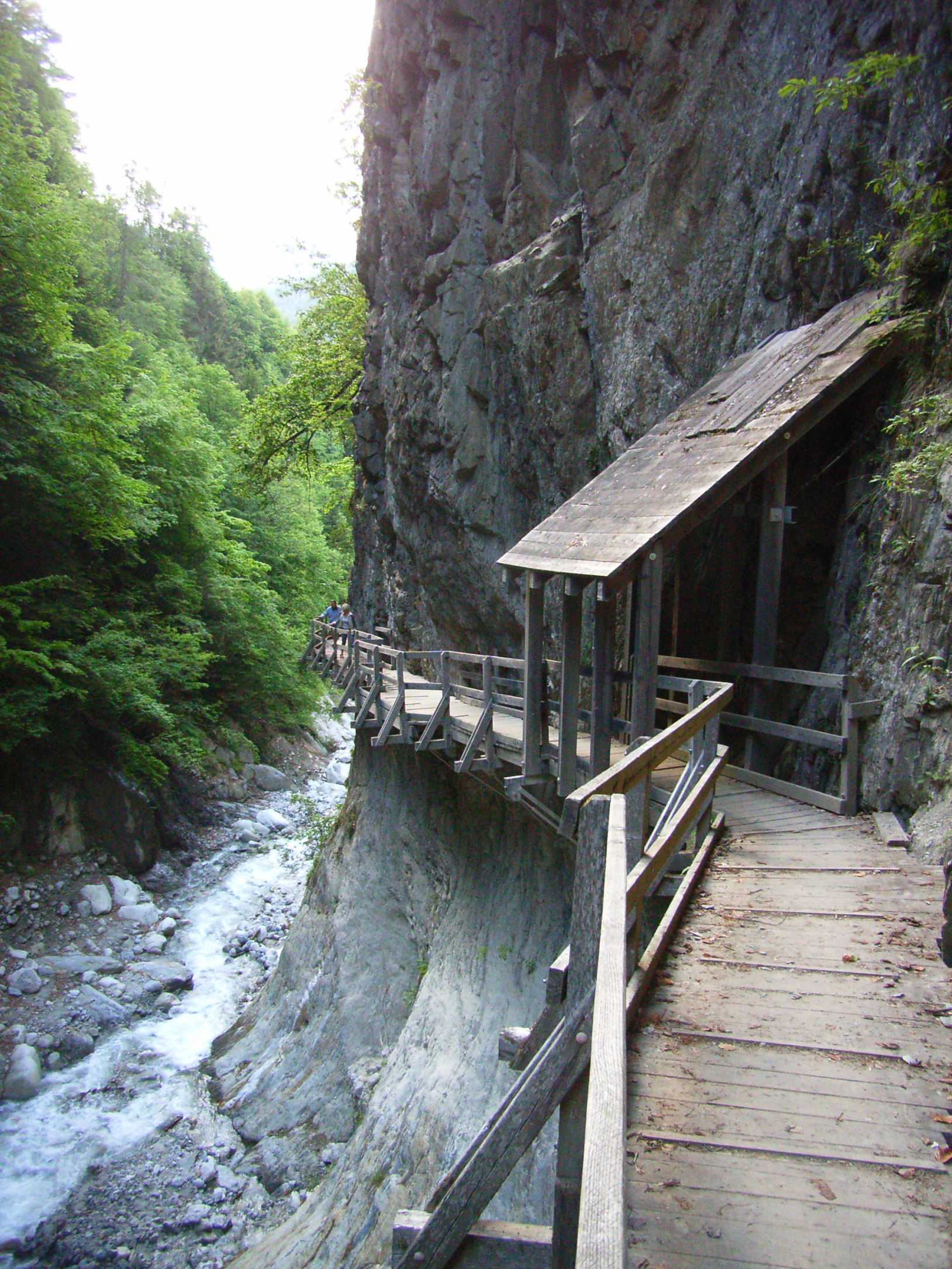
Wanderweg in der Schlucht
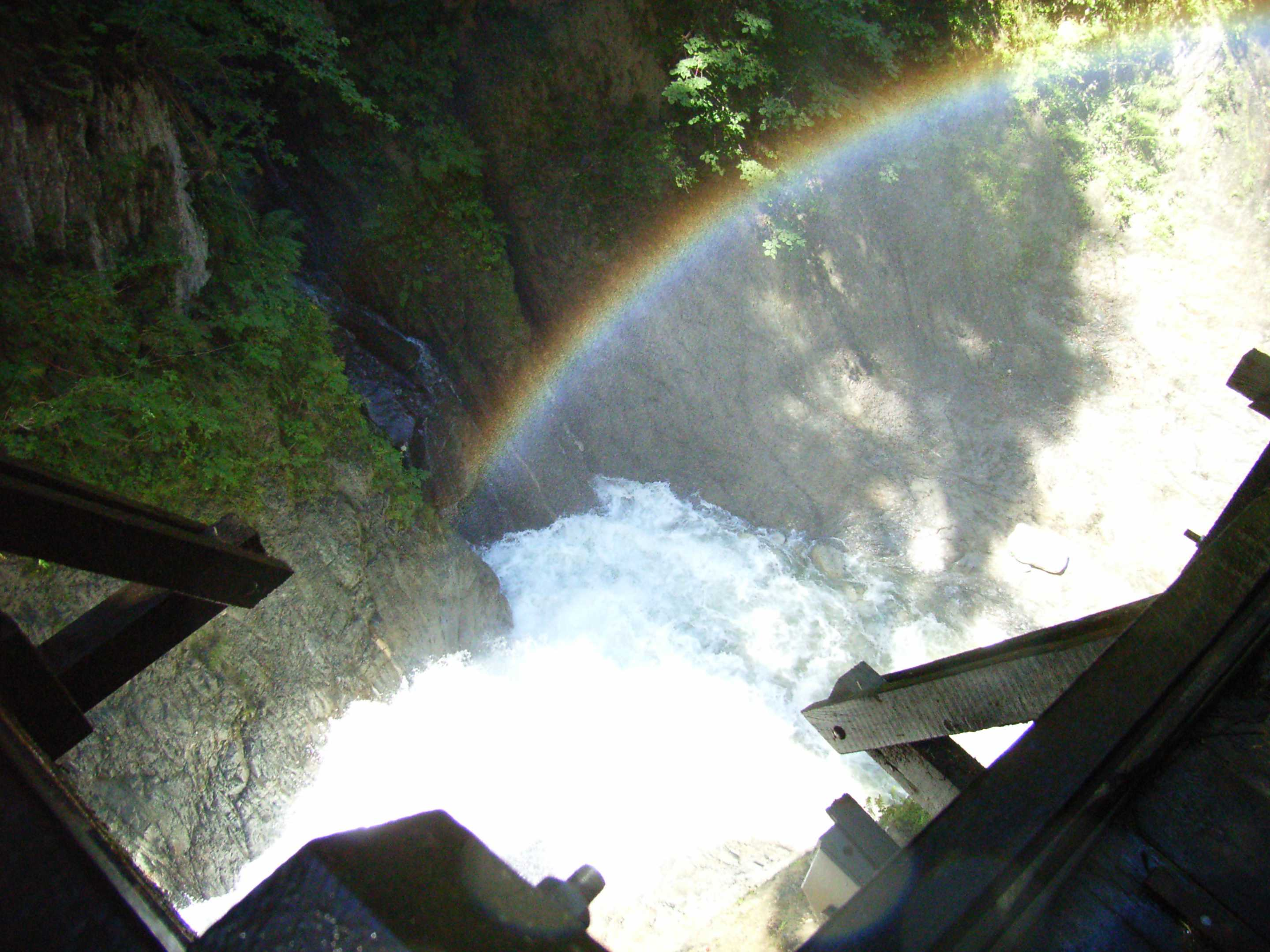
Regenbogen in der Schlucht
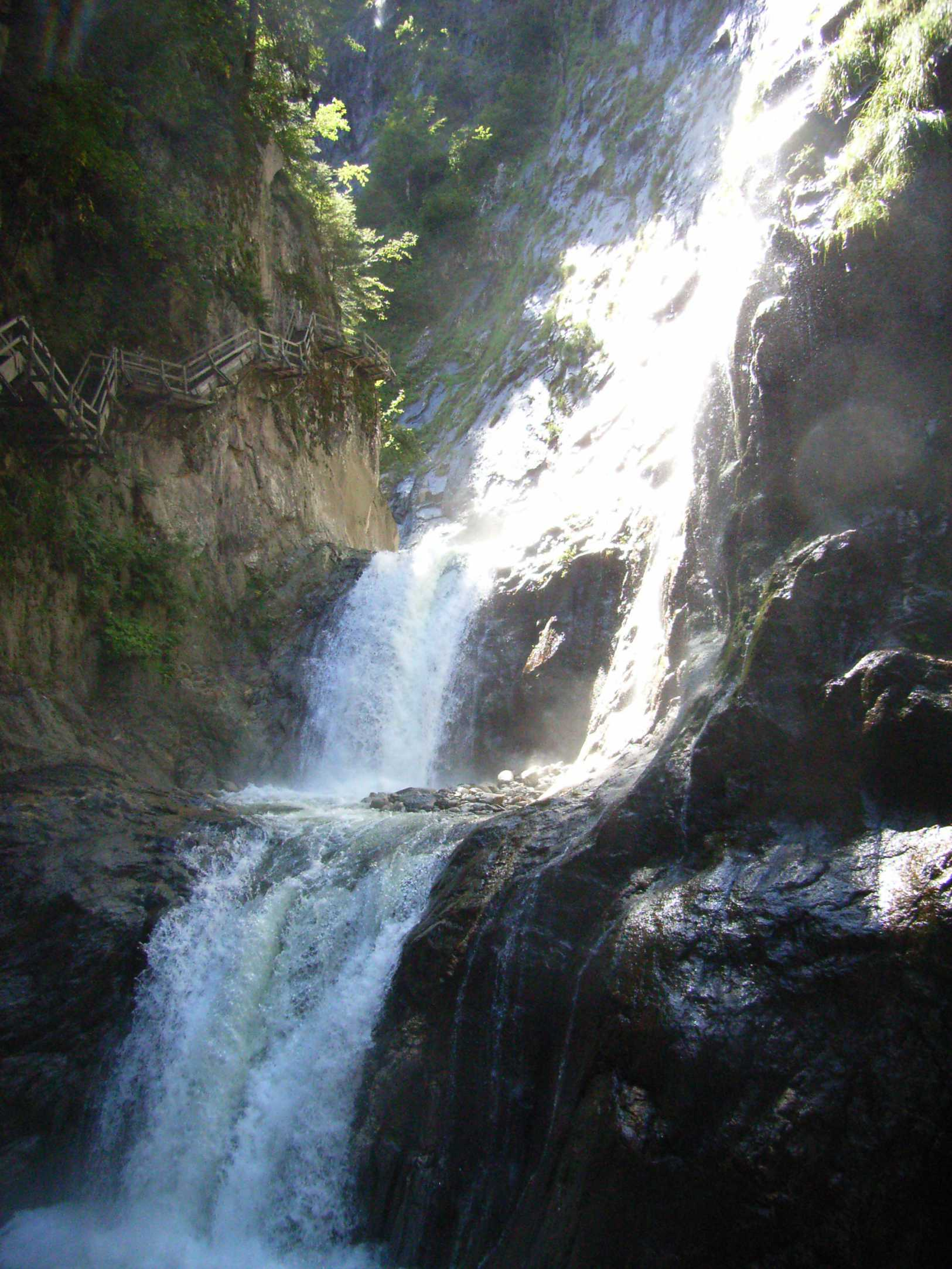
Kaskaden in der Schlucht
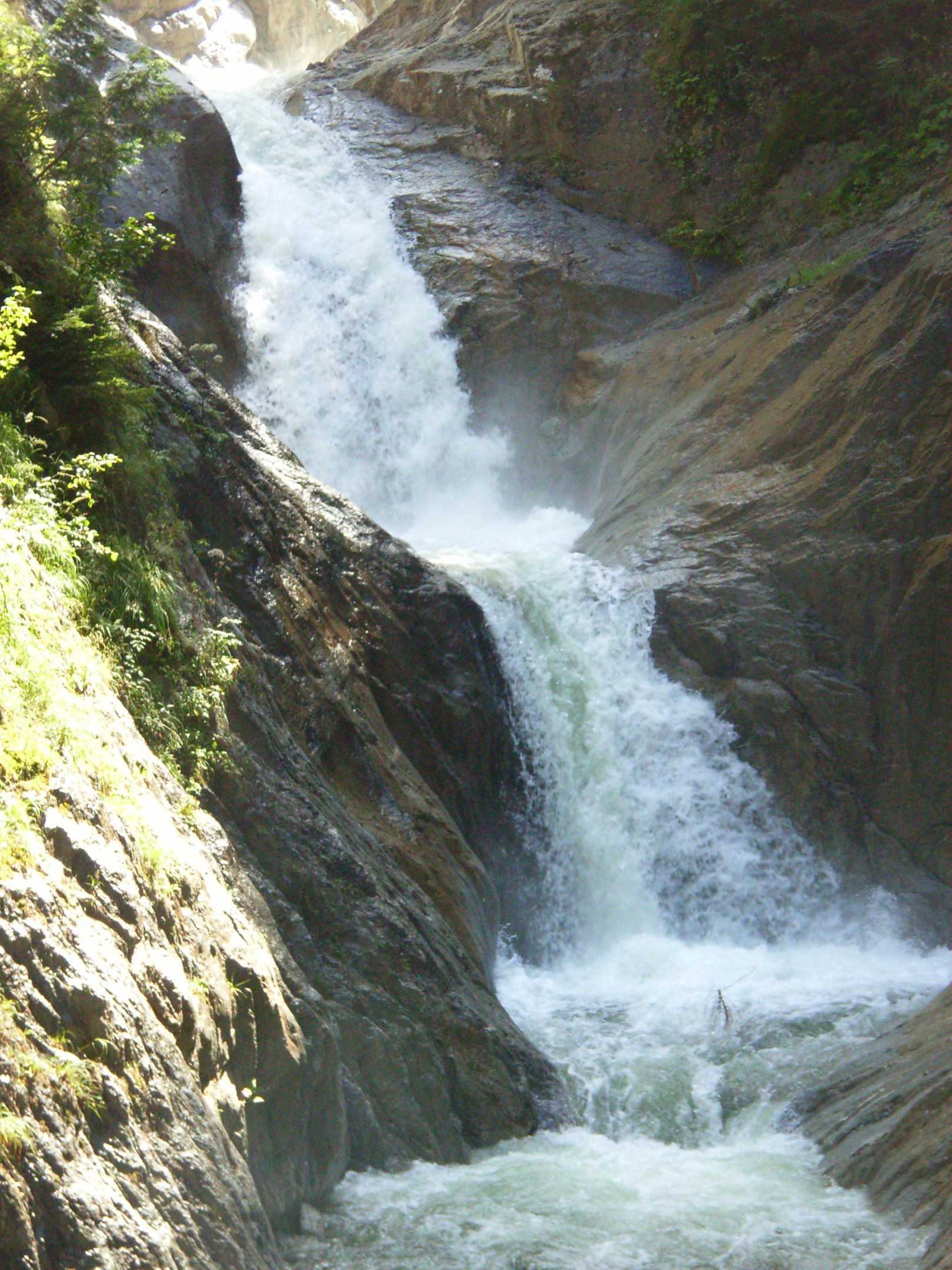
Kaskaden in der Schlucht